# 羅貝爾·博班體育場
羅貝爾-博班體育場（法語：Stade Robert-Bobin）是一座位於法国邦杜夫勒的多用途運動場，目前主要用作足球比賽，在2022年翻修前曾是巴黎女子足球會的主場。
運動場能容納18,850位觀眾，並曾舉行1994年法語系運動會。
2004年7月24日，巴黎聖日耳門在體育場進行與祖雲達斯的季前熱身賽，當日共有18,500名觀眾入場，祖雲達斯最終以1–0小勝。

## 外部連結
- Stadium information

48°37′20″N 2°23′35″E / 48.622162°N 2.393018°E
1. ↑  . uk.soccerway.com.   [2023-09-27]. （原始内容存档于2023-09-27）.
2. ↑  à 11h15, Par Gérald Moruzzi et Cécile Chevallier Le 2 août 2019; À 10h02, Modifié Le 4 Août 2019. . leparisien.fr. 2019-08-02  [2023-09-27]. （原始内容存档于2023-09-27） （fr-FR）.
3. ↑  . Paris.canal-historique. 2015-07-24  [2023-09-27]. （原始内容存档于2023-09-27）.